# Milas
Milas (antiga Milasa, Milaso, Milaxo, Melaso, Melaxo, clàssica Mylasa = Μύλασα) és una ciutat de Turquia, antiga capital de Cària i del Beylik de Menteşe-oğlu, i avui capital d'un districte de la província de Muğla, de la qual és la segona ciutat en importància després de Muğla. Al seu districte hi ha més de 20 jaciments arqueològics i històrics. El seu port es troba a la costa, a 25 km, i s'anomena Güllük, i està situat al golf de Mendelia (Mandayla Körfezi). La seva població el 2009 era de 50.975 habitants (anterior cens 52.051 habitants)

## Història
Està situada a un contrafort oriental del Sodra Daği (Sant Elies) al mig d'una plana tancada pels quatre costats per muntanyes; la zona és fèrtil i està regada pel riu Sarı Çay. A les muntanyes hi ha una fortalesa medieval anomenada Peçin (5 km al sud). la seva badia al costat de mar estava protegida per la fortalesa insular d'Asin Kalesi i més tard per un fort. Hi abundava el marbre blanc amb el qual eren construïts els temples (els principals els de Zeus Osogos i Zeus Labrandenus) i altres edificis.
A l'inici del segle vii un cabdill de Milasa, Arselis, és esmentat ajudant a Giges per ocupar el tron del regne de Lídia. Com una gran part de l'Àsia Menor va passar als perses aquemènides al segle vi aC i Milasa n'era la ciutat principal. Entre el 460 aC i el 450 aC Milasa, com altres ciutats de Cària, va ser part de la Lliga de Delos, però el domini aquemènida es va restaurar al final del mateix segle. Va ser la capital dels sàtrapes i reis de Cària, coneguts com la dinastia hecatòmnida, fundada per Hecatomnos i continuada per fills i filles entre els quals el famós Mausol, però sota aquest rei, la capital es va establir a Halicarnàs. El seu port era a poca distància i es deia Fiscos (Physcus). El 334 aC va passar a Macedònia sota Alexandre el Gran i a la seva mort el 323 aC va ser possessió de Lisímac de Tràcia i després d'Antígon el Borni, fins que acabada la batalla d'Ipsos l'any 301 aC va quedar en poder de Seleuc I Nicàtor.
Després de la guerra amb Antíoc III el Gran, els romans la van declarar ciutat lliure perquè poc abans havia negat ajut a Demetri II i Filip V de Macedònia. Aviat va esclatar la guerra amb els veïns euromis (de la ciutat de Euromos) i Milasa va obtenir la victòria i va conquerir algunes ciutats dels seus enemics (Euromos, Olymos i Labranda) però després es va haver de sotmetre a Rodes.
Després de les campanyes de Gneu Pompeu Magne, tota l'Àsia Menor va passar a Roma (67 aC - 64 aC). Cap a l'any 40 aC va patir les conseqüències de les guerres civils a Roma. Llavors hi vivien dos famosos oradors, Eutidem i Hibreas; aquest darrer es va enfrontar amb Quint Labiè, el general romà traïdor que es va aliar als parts, i va haver de fugir a Rodes. Labiè va marxar amb un exèrcit contra Milasa i la ciutat va patir força destrucció, però després va ser reconstruïda. Va passar a Roma al mateix temps que Rodes i durant més de 1000 anys va ser una possessió de l'Imperi Romà d'Orient. Una inscripció a la ciutat esmenta a Corneli Tàcit, que diu que era governador d'Àsia els anys 112 i 113.
El primer bisbe de Milasa va ser Efrem al segle v, i la seva festa se celebra el 23 de gener. Les relíquies es conservaven a la veïna Leuke. Ciril i el seu successor Pau els esmenta Nicèfor Cal·list i també a la Vida de santa Xene. Des de la Quarta Croada Milasa es va establir com a seu titular de l'església catòlica romana (Mylasensis); el darrer bisbe va morir el 1966 i en endavant va restar vacant.
Cap a l'any 1069 la van ocupar temporalment les bandes turcmanes, dominació que es va repetir ara definitivament després de la batalla de Mantziciert el 1071. No hi ha detalls de l'ocupació de Milasa però el 1079 els monjos del proper monestir de Latmos van haver de fugir. Però al cap d'uns anys els romans d'Orient van recuperar la zona. Després del 1261, amb la reconquesta de Constantinoble, aquesta regió es va descuidar i la van recuperar els turcs. Melanudion, propera a Milas, era romana d'Orient encara el 1273 i cal suposar que Milas també, però poc després degué ser ocupada pels turcs; La van recuperar el 1296 quan ja hi governava l'emir de Mendeixia que l'hauria ocupat entre 1274 i 1295, i molts suposen que la conquesta es va fer des de la mar. El bisbat de Milas o Cària (que depenia de Stavrupolis, l'antiga Afrodísies) deixa d'existir en aquesta època. Cap a l'any 1300 tornava a estar en mans de Mendeixia. Baiazet I la va conquerir el juliol de 1391 (el 1390 ja havia conquerit el territori del príncep de Balat, de la mateixa família). El governador otomà s'anomenava Firuz. Tamerlà va restaurar el beylik de Menteshe el 1402 però el 1414 va haver de declarar-se vassall otomà i va ser annexionat el 1424. Els successius governadors otomans van residir a Peçin (a 5 km de Milasa) i no va ser fins bastant més tard que es van instal·lar a Milas. A la segona meitat del segle xvii la va visitar Ewliya Çelebi que diu que tenia 4 mesquites, 3 masdjids, 2 banys i dos grans khans i la guarnició residia a Peçin. El clima era malsà i el producte principal el tabac, amb el que aprovisionava tota l'Anatòlia. Descriu les ruïnes romanes però sembla que exageradament perquè tot i que devien ser bastant més importants que avui dia, no en devia quedar tant com descriu. Fins al segle xix era capital d'un kada del Sanjaq de Menteshe i després d'un kada del wilayat de Mughla (nom otomà de Muğla). Cap al 1900 Cuinet li atribueix uns 97.37 habitants turcs i 1390 grecs; el 1908 el cens dona 7.261 turcs, 3200 grecs i 739 jueus. Els grecs van haver de marxar després de la I Guerra Mundial (1922). El 1955 la ciutat tenia 10.145 habitants, tots turcs, i el 1983 eren 23.622. El districte tenia el 1983 uns 67.765 habitants a zones rurals més els 23.622 de la ciutat o sigui en total 91.387.